# Naturbahnrodel-Junioreneuropameisterschaft 2001
Die 26. FIL-Naturbahnrodel-Junioreneuropameisterschaft fand vom 2. bis 4. Februar 2001 in Tiers in Italien statt.

## Technische Daten der Naturrodelbahn
| Start                  | 1880 m s.l.m. |
| Ziel                   | 1740 m s.l.m. |
| Höhendifferenz         | 0.140 m       |
| Minimales Gefälle      | 0.005 %       |
| Maximales Gefälle      | 0.023 %       |
| Durchschnittl. Gefälle | 0.012,32 %    |
| Länge                  | 1.140 m       |

## Einsitzer Herren
| Platz | Name                  | Zeit |
| ----- | --------------------- | ---- |
| 01    | Florian Breitenberger | ?    |
| 02    | Rudi Resch            | ?    |
| 03    | Gerald Kammerlander   | ?    |
| 04    | Christoph Wagner      | ?    |
| 05    | Florian Batkowski     | ?    |
| 06    | Andreas Gruber        | ?    |
| 07    | Matthias Rainer       | ?    |
| 08    | Johannes Hofer        | ?    |
| 09    | Michael Folie         | ?    |
| 10    | Wolfgang Schopf       | ?    |

32 Rodler kamen in die Wertung.

## Einsitzer Damen
| Platz | Name                   | Zeit |
| ----- | ---------------------- | ---- |
| 01    | Jekaterina Lawrentjewa | ?    |
| 02    | Renate Gietl           | ?    |
| 03    | Erna Schweigl          | ?    |
| 04    | Franziska Lanthaler    | ?    |
| 05    | Barbara Abart          | ?    |
| 06    | Marlies Wagner         | ?    |
| 07    | Nadia Dorfmann         | ?    |
| 08    | Sandra Lanthaler       | ?    |
| 09    | Julija Wetlowa         | ?    |
| 10    | Michaela Maurer        | ?    |

19 Rodlerinnen kamen in die Wertung.

## Doppelsitzer
| Platz | Name                                     | Zeit |
| ----- | ---------------------------------------- | ---- |
| 1     | Wolfgang Schopf – Andreas Schopf         | ?    |
| 2     | Günther Innerbichler – Alex Innerbichler | ?    |
| 3     | Simone Demé – Michael Squinabol          | ?    |
| 4     | Martin Graf – Harald Laimer              | ?    |
| 5     | Christoph Knauder – Thomas Knauder       | ?    |
| 6     | Pawel Porschnew – Iwan Lasarew           | ?    |
| 7     | Andrzej Tyrna – Krzysztof Urbaniec       | ?    |
| 8     | Pjotr Popow – Michail Trufanow           | ?    |
| 9     | Lukas Wagner – Siegfried Truppe          | ?    |

Neun Doppelsitzer kamen in die Wertung.

## Medaillenspiegel
| Platz | Land       | Gold | Silber | Bronze | Gesamt |
| ----- | ---------- | ---- | ------ | ------ | ------ |
| 1.    | Italien    | 1    | 3      | 2      | 6      |
| 2.    | Österreich | 1    | —      | 1      | 2      |
| 3.    | Russland   | 1    | —      | —      | 1      |